# Bruno Nöckler
Bruno Nöckler (Predoi, 6 ottobre 1956 – Ruapehu, 17 agosto 1982) è stato uno sciatore alpino italiano.

## Biografia
Specialista delle gare tecniche, in Coppa del Mondo ottenne il primo risultato di rilievo il 15 dicembre 1975 sulle nevi di Vipiteno, piazzandosi 6º in slalom speciale, e salì per la prima volta sul podio il 27 febbraio 1977 a Furano nella medesima specialità, classificandosi 3º dietro all'austriaco Klaus Heidegger e allo svedese Ingemar Stenmark. Partecipò ai Mondiali di Garmisch-Partenkirchen 1978, classificandosi 10º nello slalom gigante, e ai XIII Giochi olimpici invernali di Lake Placid 1980, sua unica presenza olimpica, giungendo 6º nello slalom gigante e non concludendo lo slalom speciale. L'11 febbraio 1981 conquistò il secondo e ultimo podio in Coppa del Mondo, 3º a Voss in slalom gigante alle spalle ancora di Stenmark e del sovietico Aleksandr Žirov, e ai Mondiali di Schladming 1982 ottenne il 5º posto nello slalom gigante e il 9º nella combinata; ottenne l'ultimo risultato in carriera il 19 marzo dello stesso anno chiudendo 14º lo slalom gigante di Coppa del Mondo disputato a Kranjska Gora.
La vita dell'atleta terminò tragicamente il 17 agosto 1982 sul monte Ruapehu, in Nuova Zelanda, a causa di un incidente stradale nel quale morì all'età di 25 anni assieme all'allenatore della nazionale italiana Ilario Pegorari, al preparatore atletico Karl Pichler e al massaggiatore Ivano Ruzza.

## Palmarès

### Coppa del Mondo
- Miglior piazzamento in classifica generale: 16º nel 1981
- 2 podi (1 in slalom gigante, 1 in slalom speciale):
  - 2 terzi posti

### Campionati italiani
- 5 medaglie[2]:
  - 1 oro (slalom speciale nel 1981)
  - 4 argenti (slalom gigante nel 1977; slalom speciale nel 1980; slalom gigante nel 1981; slalom gigante nel 1982)